# Карузо, Луиджи
Луиджи Карузо (итал. Luigi Caruso; 25 сентября 1754, Неаполь — 15 ноября 1823, Перуджа) — итальянский композитор и капельмейстер, представитель неаполитанской оперной школы. Основатель консерватории в Перудже.

## Биография
Луиджи Карузо родился 25 сентября 1754 года в Неаполе, в королевстве Неаполя. Он был братом известного тенора Эмануэле Карузо. Обучался музыке сначала у отца, служившего капельмейстером, затем в консерватории Пьета-деи-Туркини в Неаполе у Николы Сала. После окончания учебы, в 1773 году дебютировал как оперный композитор во время карнавала в Неаполе, написав и поставив оперу «Барон из Троккьи» (итал. Il barone di Trocchia) по либретто Франческо Черлоне. В следующем году в Лондоне состоялась премьера его второй оперы «Артаксеркс» (итал. Artaserse) по либретто Пьетро Метастазио.
С 1790—1810 годы служил капельмейстером при соборах в Чинголи, Фабриано, Перуджи и Урбино. Место капельмейстера при соборе Святого Лаврентия в Перудже, с небольшими перерывами, он занимал до конца жизни. Во время работы при соборе в Урбино с 1808 по 1810 год между ним и капитулом возникли разногласия, из-за чего композитор был вынужден подать в отставку. Переехал в Палермо, где некоторое время служил при местной епархии, затем вернулся в Перуджу. Здесь он умер 15 ноября 1822 года.
На протяжении всей своей жизни композитор постоянно путешествовал по Италии, Португалии, Франции и Германии, занимаясь постановками своих опер. Не принял романтизма в музыке, оставшись верным традициям старой неаполитанской оперной школы.

## Творческое наследие
Творческое наследие композитора включает 65 опер (буффа и сериа), многочисленные оратории, кантаты, сочинения церковной и камерной музыки.